# Єдлиці (Західнопоморське воєводство)
Єдлиці (пол. Jedlice, нім. Augusthof) — село в Польщі, у гміні Ліп'яни Пижицького повіту Західнопоморського воєводства.
Населення — 228 осіб (2011).
У 1975-1998 роках село належало до Щецинського воєводства.

## Демографія
Демографічна структура станом на 31 березня 2011 року:
|          | Загалом | Допрацездатний вік | Працездатний вік | Постпрацездатний вік |
| -------- | ------- | ------------------ | ---------------- | -------------------- |
| Чоловіки | 118     | 33                 | 77               | 8                    |
| Жінки    | 110     | 26                 | 66               | 18                   |
| Разом    | 228     | 59                 | 143              | 26                   |